# Gina Lollobrigida
Luigina "Gina" Lollobrigida (Subiaco, 4. srpnja 1927. – Rim, 16. siječnja 2023.), talijanska filmska glumica, diva i fotografkinja.

## Djetinjstvo
Rođena je u Subiacou, mjestašcu pedesetak kilometara udaljenom od Rima. kao Luigina Lollobrigida, druga od četiri kćeri Giovannija Mercurija, vlasnika malene tvornice pokućstva, i Giuseppine, kućanice. Ginetta, kako su je roditelji zvali odmila, bila je tvrdoglavo i uporno dijete: već u predškolskoj dobi tražila je od roditelja da ima svoju sobu, onu veću, a da drugu dijele njezine sestre Giuliana, Maria i Fernanda. Bila je iznimno dobra učenica: osim izvrsnim ocjenama, isticala se smislom za umjetnost, pa je već u nižim razredima osnovne škole bila u dramskoj sekciji, a u crkvenom zboru počela pjevati s deset godina.
Nakon završetka rata, u kojem se obitelj seljakala po malim mjestima u okolici Rima kako bi lakše izdržala opću glad i neimaštinu, Gina je odlučila nastaviti školovanje. Izborila je skromnu stipendiju i 1945. upisala Akademiju likovnih umjetnosti u Rimu.

## Prvi uspjesi
Kako joj otac i majka nisu bili u mogućnosti financijski pomagati, snalazila se kako je znala i umjela: pozirala je kao model, a onda se, zbog mogućnosti zarade, 1947. prijavila i na natjecanje za Miss Italije. Iako je publika najburnije pozdravila upravo njezin izlazak na pistu, na tom je natjecanju osvojila treće mjesto. (Prva je bila Lucia Bose, koja je također postala poznata glumica, ali se više proslavila brakom s legendarnim španjolskim toreadorom Dominguinom). Iako nije ponijela lentu Miss Italije, Ginina raskošna ljepota nije ostala nezamijećena: odmah je počela dobivati filmske ponude. Bilo je to ne samo doba kad su talijanski redatelji masovno uzimali naturščike, već i vrijeme - poratno - kad je talijanska filmska industrija doživjela najveći procvat: svi koji su nešto značili u svijetu filma, sjatili su se u Cinecitta, filmski grad u okolici Rima, u kojem se snimalo po stotinjak filmova godišnje. Iako je u Vječni grad došla s posve drugim planovima - da studira likovnu umjetnost - Gina Lollobrigida nije odoljela: 1946. prihvatila je malu ulogu u filmu "Aquilla nera" (Crni orao) jer je honorar, za njezine tadašnje standarde, bio upravo astronomski - 1000 lira dnevno.
O filmu kao životnom odabiru još nije razmišljala, iako je dobila još nekoliko manjih uloga, toliko malih da joj se ime nije našlo na odjavnoj špici. Nakon nastupa u ekranizaciji Donizzettijeve opere "Lucia di Lammermoor" (1947.) shvatila je da bi bilo nesmotreno prokockati prilike koje su joj se pružale.

## Brak
Na dočeku 1947. godine upoznala je Milka Škofiča, mladog slovenskog liječnika, koji je radio u Međunarodnoj organizaciji za izbjeglice (IRO), čiji su se uredi nalazili u blizini studija Cinecitta. Ginina majka, koja je sanjala da joj se kćer uda za liječnika, bila je oduševljena, pogotovo kad su se Gina i Milko 14. siječnja 1949. vjenčali. Obred je bio atipičan: u crkvici na 2000 metara nadmorske visine na planini Terminillo u okolici Rima, mladenci su razmijenili bračne zavjete - u skijaškim odijelima. Milko Škofič brzo je shvatio da je pred njegovom suprugom obećavajuća karijera i daje treba pažljivo voditi, pa je godinu dana nakon vjenčanja napustio medicinu i postao Ginin menadžer.
1947. dobila je prvu, doduše malu, ulogu. Riječ je bila o filmu "Ludosti zbog opere" (Follie per l'opera) redatelja Maria Coste, u kojoj je nastupao slavni bariton Tito Gobbi. Gina je prije toga već nastupila u Costinom filmu "Ljubavni eliksir", ekranizaciji istoimene opere, i uz istog opernog pjevača. "Ludosti zbog opere" prikazane su ne samo u Sjedinjenim Američkim Državama (gdje je Ginino ime bilo napisano kao Lollo Brigida), već i u Sovjetskom Savezu, kao prvi zapadnjački film nakon Drugog svjetskog rata.

## Uspon karijere
A kad je Gini sljedeće godine Mario Costa ponudio ulogu u filmu-operi "I pagliacci", zatražila je milijun lira honorara, u to doba nezamislivo visoku svotu, no Costa je pristao. Iako je film mlako primljen, novinski stupci bili su puni tekstova o Gininoj "neponovljivoj ljepoti". Nakon sljedećih filmova ("Mlada ne može čekati", "Alina", "Srca bez granica") počelo se pisati kako je Gina Lollobrigida, a ne vespa, talijanski udarni izvozni proizvod, i nije trebalo dugo čekati na poziv iz Hollywooda. Javio joj se filmski mogul Howard Hughes, i tako je Lollo 1950. stigla u filmsku Meku.
Howard Hughes dolazio joj je u apartman poslije ponoći s cijelim orkestrom, tražio da plešu do zore, a nakon tri mjeseca ponudio joj je ugovor na engleskom. Odbila ga je potpisati dok ne dobije prijevod. Bogatog ekscentrika to je silno uvrijedilo, pa je Gina sljedeći dan spakirala kovčege i vratila se u Rim. Talijanski redatelji odmah su je zasuli ponudama, pa je u samo nekoliko godina (početkom pedesetih) snimila desetak filmova, među kojima su joj neki obilježili karijeru: "Grad se brani", "Fanfan la Tulipe" sa slavnim Gerardom Philipeom, "Krah, ljubav i fantazija", "Kruh, ljubav i ljubomora", "Rimljanka" po romanu Alberta Moravije, "Supruga za jednu noć"....
Naučila je francuski i engleski, što joj je pomoglo da postane jedna od najtraženijih europskih glumica, te ubrzo počela osvajati i nagrade. Prva, i Gini najdraža, bila je Victoire, koju je dobila u Francuskoj 1953. kao "najbolja strana glumica". Istu nagradu dobila je i sljedeće dvije godine. Kao ljubitelj umjetnosti, namjestila ju je tako da su joj urednici najpoznatijih časopisa za unutarnja uređenja nudili astronomske iznose da dobiju pravo objaviti fotografije njezina doma. Samo umjetnine u vili procijenjene su na milijun dolara.
Ginina popularnost u Europi bila je golema: izazivala je gužvu gdje god bi se pojavila. Njezin izlazak iz hotela na festivalu u Cannesu 1953. prouzročio je takav kaos da je morala intervenirati policija. Nekoliko policajaca je ozlijeđeno, a jednome su čak slomljena dva rebra. Svi su se divili njezinoj ljepoti, ali su joj odavali priznanja i za glumu, pa i pjevanje. Nakon filma "Najljepša žena na svijetu", ekranizaciji života Line Cavalieri, glumice i pjevačice iz doba belle epogue, u kojemu je otpjevala arije iz opere "Tosca", i slavna Ma-ria Callas nije mogla vjerovati da Ginino pjevanje nije sinkronizirano. Za ulogu u tom filmu, koji je u sezoni 1955./1956. bio najgledaniji u Italiji, Gina Lollobrigida je dobila prestižnu nagradu David di Donatello i proglašena za najbolju glumicu godine. Primali su je predsjednici (argentinski Juan Peron, kubanski Fidel Castro, jugoslavenski Tito...), okrunjene glave (Elizabeta II.) i drugi uglednici.
Nakon što je 1956. snimila "Trapez" (uz Tonyja Curtisa i Burta Lancastera) i "Zvonara crkve Notre-Dame" (uz Anthonyja Quinna), svaki joj je izlazak na javno mjesto postao gotovo nemoguć. Na filmskom festivalu u Veneciji policajci su je doslovno iznijeli iz hotela koji su blokirale tisuće obožavatelja. Usprkos svemu, Gina Lollobrigida nije postala bahata: priznala je da sve svoje haljine, nakon što ih nekoliko puta odjene, šalje sestrama, te da se i dalje skrbi o ocu i majci. A početkom 1957. objavila je da očekuje dijete. Mali Andrea Milko Škofič na svijet je došao 27. srpnja 1957. Šest dana nakon porođaja, Gina se u dva sata noći, praćena mužem, iskrala s djetetom iz bolnice i stigla u vilu gdje je sve bilo spremno za doček "najslavnije talijanske bebe". Glumica je za sinčića dala restaurirati kolijevku iz 18. stoljeća, za što je platila 20 milijuna lira. Sljedećih tjedana vilu su preplavili darovi pristigli sa svih strana svijeta, a roditelji su ih sve proslijedili rimskim sirotištima. Već tri mjeseca nakon porođaja, Gina je nastavila raditi. U listopadu se pojavila u Londonu, i započela s pripremama za filmove "Anna iz Brooklyna", "Zakon" (u kojem su joj partneri bili Marcello Mastroianni i Yves Montand) te "Salomon i kraljica od Sabe" s Yulom Brvnnerom.
Premda se činilo da popularnost Gine Lollobrigide nitko ne može zasjeniti, to se ipak dogodilo. Na talijanskom filmskom nebu zasjala je nova zvijezda - sedam godina mlađa Sophia Loren. Publika se podijelila: obožavatelji putene Napuljke smatrali su daje Gina previše hladna i suzdržana, pa je čak prozvali Lollofrigida, dok su Ginini fanovi u Sophiji Loren vidjeli samo vulgarni seksepil.

## Fotografiranje
Sedamdesetih godina prošloga stoljeća Gina Lollobrigida još je snimala, no to ju je sve manje privlačilo. Tvrdila je da moderna kinematografija nije ono što je nekad bila, da tehnički efekti nadomještaju svu čaroliju filma te se okrenula drugoj umjetnosti - fotografiji. Iako je do tada već sudjelovala na brojnim natjecanjima fotoamatera, strast za fotografijom dobila je takve razmjere da joj je postala glavna aktivnost.
Godinu dana putovala je Italijom (uvijek zamaskirana, da je obožavatelji ne prepoznaju i ometaju) i snimila više od 20.000 fotografija, od kojih je dvjestotinjak odabrala za svoju prvu knjigu: "Italia mia". Prvo izdanje doslovno je razgrabljeno, a glumica je dobila ponudu kojoj nije mogla odoljeti: Imelda Marcos, supruga filipinskog predsjednika, (u svojoj zemlji poznata kao "željezna leptirica") naručila je knjigu njezinih umjetničkih fotografija o Filipinima. Gina je na tome radila dvije godine te 1976. objavila čak dvije knjige: "Filipini" i "Manila". Kako je Marcos ubrzo svrgnut, obećani honorar od milijun dolara po knjizi nikad nije dobila.

## Dokumentarac o Fidelu Castru
Na drugoj strani svijeta još je jedan državnik pokleknuo pred Gininim šarmom: Fidel Castro. Lollobrigida je o njemu snimila dokumetarac.

## Gina danas
Danas, tri desetljeća nakon što se maknula ispred kamera, ona je ponovno pred njima dva puta godišnje: na Balu ruža i Balu Crvenog križa u Monte Carlu. Živi u Rimu, u svojem raskošnom domu, a zimski dio godine provodi u svojoj vili u švicarskom skijalištu Cranssur-Sierre, gdje se najljepša skijaška staza zove - Lollobrigida.